# Antonie Ewoud Jan Holwerda

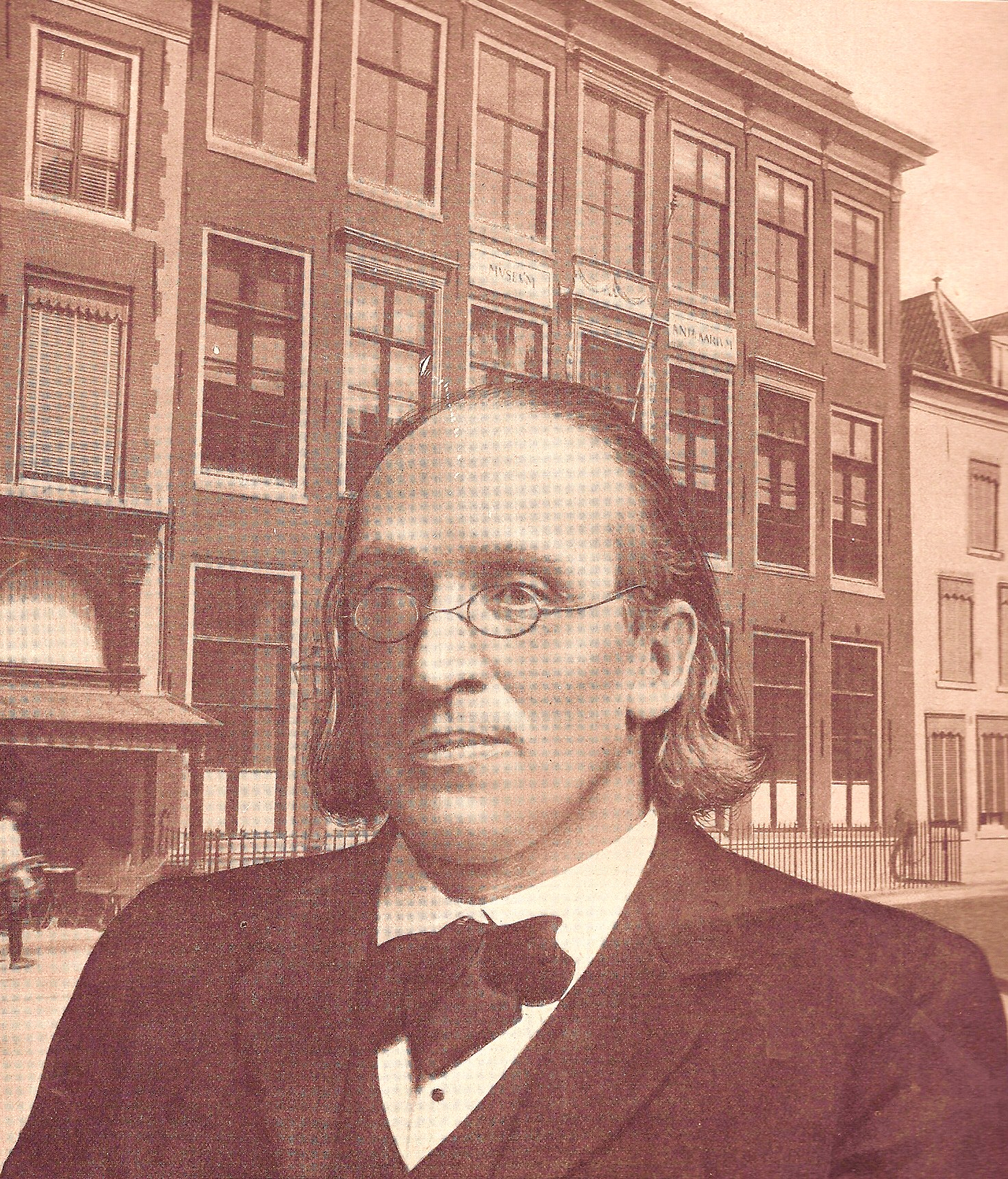
Antonie Ewoud Jan Holwerda

Antonie Ewoud Jan Holwerda (Gorinchem, 21 juli 1845 - Leiden, 29 augustus 1922) was een Nederlandse hoogleraar Klassieke Archeologie aan de Rijksuniversiteit Leiden en enkele jaren directeur van het Rijksmuseum van Oudheden.

## Leven en werk
Holwerda studeerde van 1863 tot 1869 aan de Rijksuniversiteit Utrecht. In 1878 promoveerde hij cum laude op het proefschrift Specimen literarium continens disputationem de dispositione verborum in lingua Graeca, in lingua Latina et apud Plutarchum, cui accedunt commentarioli in libros de Iside et Osiro et de genio Socratis. Eerst doceerde hij aan de HBS in Schiedam en Leiden; in 1896 werd hij benoemd tot hoogleraar Klassieke Archeologie aan de Rijksuniversiteit Leiden. Daarnaast was hij van 1903 tot 1918 directeur van het Rijksmuseum van Oudheden in Leiden.
Holwerda werd zeer gewaardeerd als docent en publiceerde talrijke wetenschappelijke bijdragen op zijn vakgebied. Zo schreef hij onder meer grotere en kleinere verhandelingen over kunst en godsdienst in de Oudheid, in het Nederlands, Latijn en Duits. Hij was lid van de Koninklijke Nederlandse Akademie van Wetenschappen.
Holwerda trouwde in 1872 in Gouda met Neeltje Jonkheid (1851-1892). Hun zoon Jan Hendrik Holwerda werd ook archeoloog en volgde hem op als directeur van het RMO. Hij hertrouwde met Carolina Louisa Albertina Jongkindt Coninck (1 november 1849-juni 1911). Holwerda is begraven op Begraafplaats Groenesteeg in Leiden.
- Biografisch Portaal: 58283792
- Gemeinsame Normdatei: 116971096
- International Standard Name Identifier: 0000 0000 8385 3666
- Library of Congress Control Number: no2016035878
- Nationale Bibliotheek van Israël: 987007327267405171
- Nederlandse Thesaurus van Auteursnamen: 070008361
- Système universitaire de documentation: 089536916
- Virtual International Authority File: 57380220
- WorldCat: E39PCjFdcxFjtf37cPkhdfC373